# Chascanopsetta kenyaensis
Chascanopsetta kenyaensis es una especie de pez de la familia Bothidae en el orden de los Pleuronectiformes.

## Hábitat
Es un pez de mar, se encuentra hasta los 350 m de profundidad.

## Distribución geográfica
Se encuentra en las  costas de Kenia.